# 1660年當選的皇家學會會士列表
本列表為1660年當選的皇家学会名錄，也是該學會第一次進行院士選拔。

## 首屆院士
- William Ball（英语：William Ball (astronomer)）（1627–1690）
- William Brouncker（英语：William Brouncker, 2nd Viscount Brouncker）, 2nd Viscount Brouncker（1620–1684）
- Jonathan Goddard（英语：Jonathan Goddard）（1617–1675）
- Abraham Hill（英语：Abraham Hill）（1633–1721）
- Sir Robert Moray（英语：Robert Moray）（1608–1673）
- Sir Paul Neile（英语：Paul Neile）（1613–1686）
- 威廉·配第爵士（1623–1687）
- Lawrence Rooke（英语：Lawrence Rooke）（1622–1662）

## 創始成員
- John Austin（英语：John Austin (1613–69)）（1613–1669）
- George Bate（英语：George Bate）（1608–1668）
- Giles Rawlins（d. 1662）